# Poá
Poá, offizieller Name Município da Estância Hidromineral de Poá, ist eine Stadt in Brasilien im Bundesstaat São Paulo. Sie liegt im Osten der Metropolregion São Paulo und hat 106.033 Einwohner (2010). Die Stadt hat den Status einer staatlich anerkannten Mineralwasserquelle (daher die offizielle Bezeichnung als Estância Hidromineral).

## Geographie
Poá hat eine Fläche von nur 17 km² und ist damit das drittkleinste Munizip im Bundesstaat São Paulo. Benachbarte Städte sind Itaquaquecetuba im Norden, Suzano im Osten, Ferraz de Vasconcelos im Süden/Südwesten und São Paulo im Westen.

## Klima
Das Klima in Poá ist wie in der gesamten Metropolregion von São Paulo subtropisch, mit regnerischen Sommern und milden Wintern. Die jährliche Durchschnittstemperatur liegt bei 18C °. Juli ist der kälteste Monat (mit durchschnittlich 14 °C), Februar der wärmste (mit durchschnittlich 22 °C). Die jährliche Niederschlagsmenge liegt bei 1400 mm.

## Geschichte
Die Gemeinde wurde 1948 durch Landesgesetz gegründet.

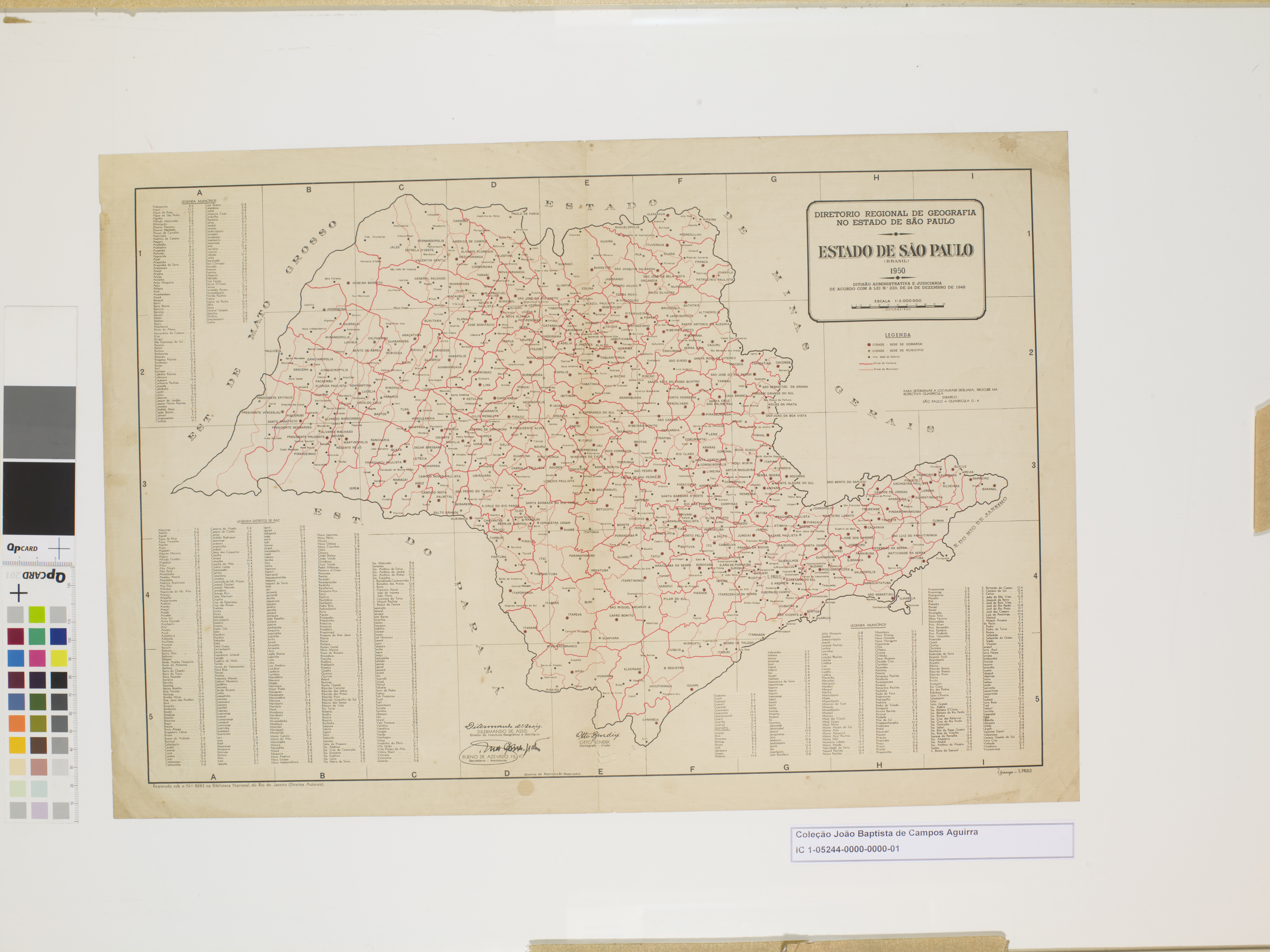
Karte des Bundesstaates São Paulo (1948).